# Goldhelm-Hornvogel
Der Goldhelm-Hornvogel (Ceratogymna elata) ist eine monotypische Vogelart aus der Familie der Nashornvögel. Sein Verbreitungsgebiet liegt im westlichen Subsahara-Afrika. Wie alle Nashornvögel ist auch der Goldhelm-Hornvogel ein Höhlenbrüter. Die Höhle wird bis auf einen schmalen Spalt versiegelt. Das Männchen versorgt das Weibchen und später den Jungvogel mit Nahrung.
Die Bestandssituation des Goldhelm-Hornvogels wurde 2016 in der Roten Liste gefährdeter Arten der IUCN als „Vulnerable (VU)“ = „gefährdet“ eingestuft.

## Erscheinungsbild
Der Goldhelmhornvogel erreicht eine Körperlänge von 60 bis 70 Zentimeter. Auf die Schwanzfedern entfallen beim Männchen durchschnittlich 30,9 Zentimeter, bei den Weibchen 27,2 Zentimeter. Der Schnabel hat bei den Männchen eine Länge zwischen 20 und 23  Zentimeter. Der Schnabel der Weibchen bleibt etwas kleiner und hat eine Länge von 14,3 bis 17,6 Zentimeter. Der Geschlechtsdimorphismus ist deutlich ausgeprägt.

### Erscheinungsbild der Männchen
Die Männchen sind überwiegend schwarz gefiedert. Die Federn auf der Körperoberseite glänzen metallisch. Die Nackenfedern haben eine weiße Basis und braune Spitzen, wodurch am Hals ein leicht geschupptes Muster entsteht. Die Steuerfedern sind bis auf das mittlere schwarze Paar weiß. Der Schnabel ist dunkelgrau. Auch der Schnabelaufsatz ist auf der Unterseite zunächst cremefarben und geht dann in ein blasses Gelb über. Der Schnabelaufsatz beginnt weit hinter der Schnabelbasis und ende abrupt in der Mitte des Schnabels. Die unbefiederte Haut rund um das Auge sowie die aufblasbare Kehlhaut und die Kehllappen sind kobaltblau. Die Augen sind rot, die Beine und Füße sind schwarz.

### Erscheinungsbild der Weibchen und Jungvögel
Die Weibchen ähneln den Männchen. Sie sind allerdings kleiner und am Kopf und Hals rotbraun. Die Halsfedern haben eine blasse Federbasis und die Kehle ist cremefarben. Der Schnabel und der kleine Schnabelaufsatz sind blassgelb. Die Augen sind braun.
Jungvögel ähneln zunächst dem ausgewachsenen Weibchen, allerdings ist bei ihnen das Halsgefieder etwas dunkler. Im Alter von sechs Monaten beginnen sie in das Gefieder der adulten Vögel zu mausern. Einjährige Männchen haben wie die adulten Vögel einen schwarzen Kopf und Hals.

## Verbreitungsgebiet und Lebensraum
Das Verbreitungsgebiet der Goldhelm-Hornvögel ist Senegal, Gambia, Guinea-Bissau, Guinea, Sierra Leone, Liberia, die Elfenbeinküste, Ghana, Togo, Benin, Nigeria und Kamerun. Die Verbreitung ist in diesem großen Gebiet nicht zusammenhängend.
Der Lebensraum des Goldhelm-Hornvogels sind feuchte, ungestörte Regenwälder der Tiefebenen. Er dringt von dort auch in Sekundärwald, Waldgebiete entlang von Fließgewässern, Waldflecken in Savannengebieten und Ölpalmplantagen vor. Verglichen mit dem Schwarzhelm-Hornvogel kommt er häufiger in Sekundärwald vor. In Liberia kommt der Goldhelm-Hornvogel bis in Höhenlagen von 1000 Metern vor.

## Lebensweise
Der Goldhelm-Hornvogel kommt gewöhnlich in Paaren vor. Das Paar wird gelegentlich von einem einzelnen Jungvogel begleitet. Sehr selten sind Goldhelm-Hornvögel in Trupps bestehend aus sechs bis 12 Individuen zu beobachten. Wie viele andere Nashornvögel übernachten sie gelegentlich mit bis zu 50 Artgenossen an einem Platz, der häufig in sumpfigem Gelände liegt.
Der Goldhelm-Hornvogel sucht seine Nahrung überwiegend in Baumwipfeln. Er kommt allerdings auf den Erdboden, um dort herabgefallene Früchte und gelegentlich auch Insekten zu fressen. Die Nahrung besteht überwiegend aus Früchten. Er frisst besonders häufig die Früchte von Ölpalmen. Die unverdaulichen Fasern der Ölhalmfrucht gibt er als Gewölle von sich. Die Verbreitung von Ölpalmen determiniert auch die Verbreitung des Goldhelm-Hornvogels. Der Goldhelm-Hornvogel frisst Insekten wie Käfer und Hundertfüßer.
Die Fortpflanzungsbiologie des Goldhelm-Hornvogels ist bis heute noch nicht abschließend untersucht. Für die Versiegelung der Bruthöhle nehmen Goldhelm-Hornvögel jedoch Lehm vom Boden auf.

## Einzelbelege
1. ↑  
Ceratogymna elata in der Roten Liste gefährdeter Arten der IUCN 2016.10. Eingestellt von: BirdLife International, 2016. Abgerufen am 3. Oktober 2017.
2. ↑  Kemp: The Hornbills - Bucerotiformes. S. 264.
3. 1 2  Kemp: The Hornbills - Bucerotiformes. S. 265.